# Cyanopterus distinctus
Cyanopterus distinctus är en stekelart som först beskrevs av Lucas 1849.  Cyanopterus distinctus ingår i släktet Cyanopterus och familjen bracksteklar. Inga underarter finns listade i Catalogue of Life.